# Mikael Strandman
Mikael Strandman (1966) é um político sueco membro do Riksdag pelos Democratas Suecos.
Strandman formou-se no Instituto Real de Tecnologia com um mestrado em engenharia e trabalhou como engenheiro civil. Ele foi eleito para o Riksdag em 2018, representando o condado de Estocolmo e tem o assento 246 no parlamento. Strandman também é o presidente local dos Democratas Suecos em Norrtälje.